# Laura de Noves
Laura de Noves (Avignon, 1310 - 6 april 1348) was de echtgenote van graaf Hugues de Sade (een voorouder van Markies de Sade). Ze was de dochter van ridder Audibert de Noves en zijn vrouw Ermessenda. Ze trouwde op vijftienjarige leeftijd in 1325 en stierf in 1348.
Laura had een grote invloed op het leven en het werk van Petrarca. Hij  bezong haar in zijn werk Il Canzoniere. Petrarca ontmoette haar voor het eerst op 6 april 1327 in de kerk Sainte-Claire in Avignon. Laura was getrouwd en reageerde niet op de avances van Petrarca.
- Biblioteca Nacional de España: XX1742462
- Bibliothèque nationale de France: cb12050512v (data)
- Catàleg d'autoritats de noms i títols de Catalunya: 981058615136906706
- Gemeinsame Normdatei: 124066755
- International Standard Name Identifier: 0000 0000 5489 1911
- Library of Congress Control Number: nr99000813
- Nationale Bibliotheek van Israël: 987007328156805171
- Nederlandse Thesaurus van Auteursnamen: 070854890
- SNAC: w6t451wm
- Système universitaire de documentation: 02872917X
- Virtual International Authority File: 19595815
- WorldCat: E39PBJcGmFcqjdb6fbwGj33JDq